# Durnholzer Tal

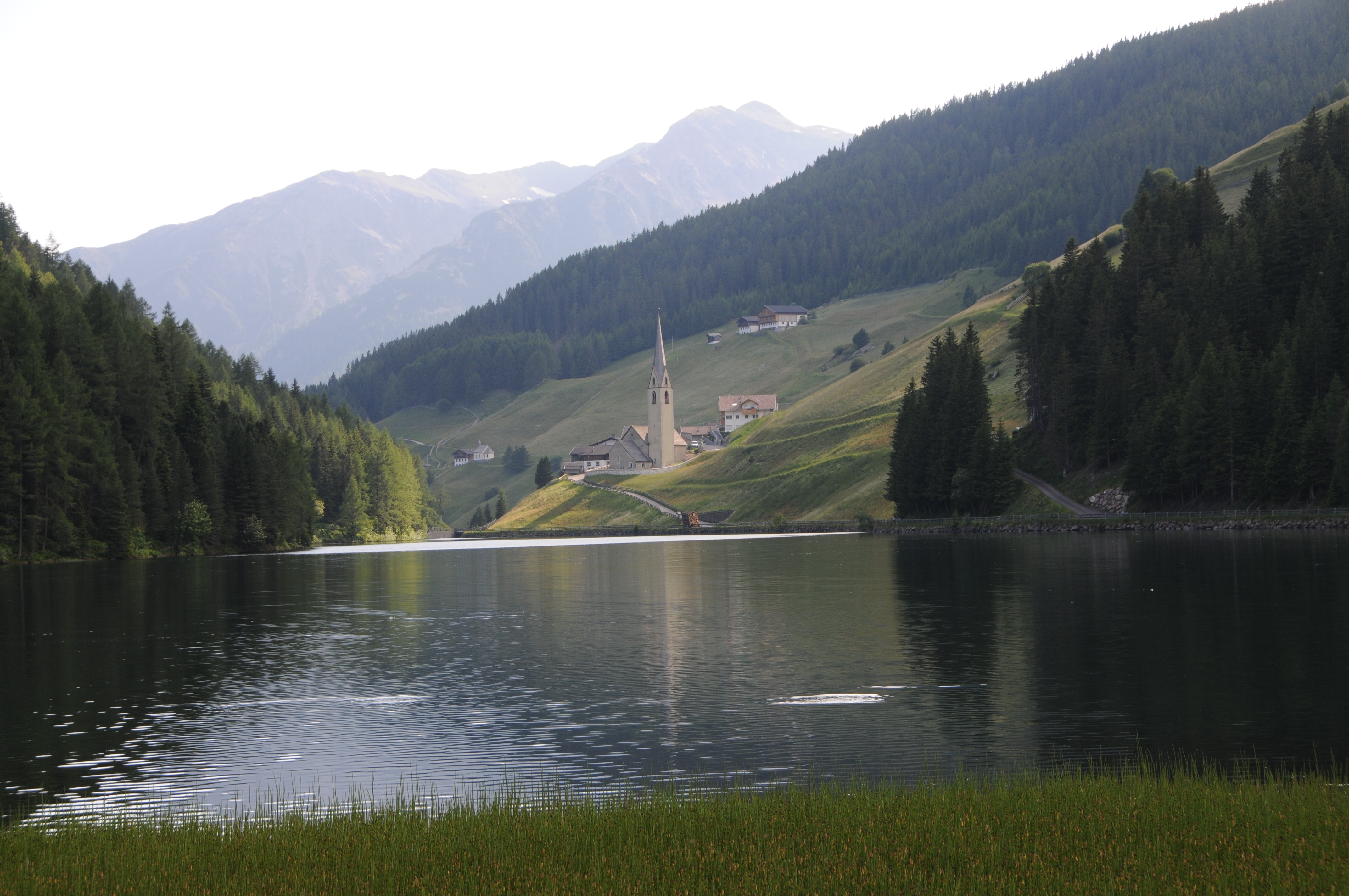
Blick über den Durnholzer See auf Durnholz

Das Durnholzer Tal (italienisch Valdurna), kurz Durnholz, ist das längste und bedeutendste Seitental des Sarntals in Südtirol (Italien). Auf seiner Westseite wird es vom Mittelkamm der Sarntaler Alpen begleitet, auf seiner Ostseite vom Ostkamm und dem davon abzweigenden Getrumkamm. Es zweigt bei Astfeld vom Sarntal in nordöstlicher Richtung ab und ist ungefähr zwölf Kilometer lang. Das Tal wird vom Durnholzer Bach durchflossen und endet am Durnholzer See. Im Tal befinden sich zwei Ortschaften: An der Ostflanke des mittleren Talabschnitts liegt Reinswald, wo sich auch ein Skigebiet befindet, weiter oben im Tal Durnholz. Das gesamte Tal gehört zum Gebiet der Gemeinde Sarntal.
Der Durnholzer Bach wird mehrmals zur Stromgewinnung abgeleitet und fließt bei Astfeld in die Talfer.